# Philip Craven
Pour les articles homonymes, voir Craven.
Sir Philip Craven, né le 4 juillet 1950 à Bolton (Angleterre) est un administrateur sportif et ancien athlète britannique. Il est président du Comité international paralympique (IPC) de 2001 à 2017.

## Éducation
Philip Craven est diplômé en géographie de l'université de Manchester en 1972.

## Carrière sportive
Philip Craven a participé à cinq Jeux paralympiques, de 1972 à 1988, avec l'équipe nationale britannique de basket-ball. Il a aussi concouru en athlétisme et en natation aux Jeux paralympiques de 1972.
Il a été médaillé d'or aux Championnats mondiaux de basket-ball en fauteuil roulant de 1973 et médaillé de bronze en 1975. Il a aussi obtenu deux médailles d'or en 1971 et 1974 aux Championnats d'Europe, et une médaille d'argent en 1993. Il a gagné la Coupe des Champions en 1994, ainsi qu'aux Jeux paraplégiques du Commonwealth en 1970.

## Administrateur sportif
Philip Craven a joué un rôle décisif en 1980, aux côtés de Horst Strohkendl et de Stan Labanowich, dans l'introduction du système de classification fonctionnelle des athlètes de basket-ball en fauteuil roulant. Ce nouveau système a remplacé la classification des athlètes en trois catégories basées sur leur handicap. La classification fonctionnelle a été votée en 1982 et a permis de mettre en avant l'aspect sportif du basketball en fauteuil roulant par opposition à son aspect médical et de réhabilitation.
En 1988, il a été élu de la section basket-ball en fauteuil roulant du International Stoke Mandeville Games Federation (ISMGF), le premier athlète à diriger ce sport au niveau mondial. Sous sa direction, cette section est devenue indépendante et la International Wheelchair Basketball Federation (IWBF) a été créée en 1993. Philip Craven a été élu président de l'IWBF lors du premier congres mondial en 1994 à Edmonton (Alberta, Canada) et il a tenu le poste jusqu'en 1998. Il a formalisé et amélioré les relations avec la FIBA, l'organisme qui dirige le basketball au niveau mondial.
Philip Craven a été élu président du Comité international paralympique en 2001. Il a été anobli en juin 2005. Andrew Parsons lui succède en septembre 2017 à la tête de l'IPC.
Il est également membre du Comité international olympique (CIO) de 2003 à 2020.